# 박성현 (칼럼니스트)
박성현(朴誠賢, 1959년 ~ )은 대한민국의 칼럼니스트, 언론인, 시사평론가, 작가이다. 자유통일유권자본부와 이런교육감선출본부에서 각각 집행위원장을 역임했으며, 이선본(이런선한지식문화 운동본부) 대표를 역임했다. 필명은 뱅모이다.

## 생애
1959년 출생이다. 서울대학교 정치학과를 중퇴하고, 미국 조지워싱턴대학교 경제학과를 졸업했다. 1980년대 최초의 전국 지하 학생운동조직이자 PD계열의 시발이 된 ‘전국민주학생연맹’(학림)의 수도권 조직책이었다.
한국일보 기자, 고려시멘트 대표이사, 나우콤 창업대표이사, 뉴데일리 주필을 역임했고, 자유통일유권자본부와 이런교육감선출본부에서 각각 집행위원장을, 국회해산주권본부에서 창립준비위원장을 맡았다. 이선본(이런선한지식문화 운동본부) 대표를 역임했고, 2018년 8월 10일에는 우익 성향을 띤 위키위키 사이트인 우남위키를 개설했다. 또한, 펜앤드마이크에서 객원 칼럼니스트로 활동하고 있으며, 페이스북, 트위터, 유튜브 등에서 뱅모(bangmo)라는 필명으로 논평 활동을 하고 있다.

## 저서
- 《개인이라 불리는 기적》 (들녘, 2011)
- 《망치로 정치하기》 (심볼리쿠스, 2011)
- 《상징의 탄생》 (심볼리쿠스, 2017)

### 역서
- 《짜라두짜는 이렇게 말했다》 (프리드리히 니체, 심볼리쿠스, 2012)

## 가족관계
- 할아버지 : 박학준(朴學俊, 1869 ~ 1955) : 동학 농민 운동 당시 접주로 활동
  - 아버지 : 박철웅(朴哲雄, 1912 ~ 1999) : 조선대학교 前 총장
  - 어머니 : 정애리시(鄭愛利施)
    - 형 : 박성섭(朴誠燮) : 무등일보 前 대표이사